# Behren-Lübchin
Behren-Lübchin est une municipalité allemande du land de Mecklembourg-Poméranie-Occidentale et l'arrondissement de Rostock.